# Lysekils badinrättning

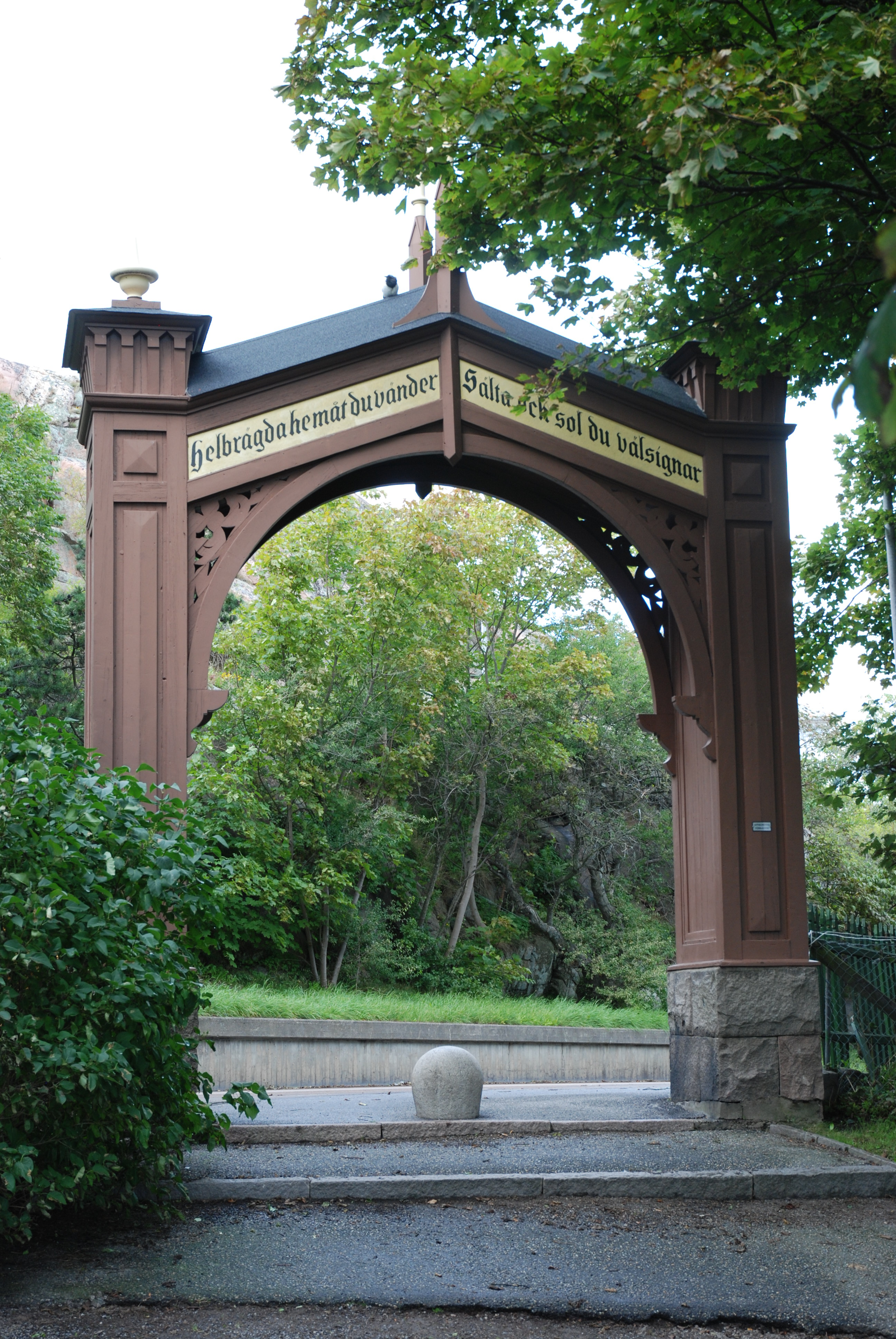
Portal över entrén vid Curmans villor

Lysekils badinrättning var ett kallbad i Lysekil.
Havsbadet i Lysekil startade 1847 och var den fjärde kurorten som grundades på västkusten efter Strömstad 1780, Gustafsberg 1804, Marstrand 1816 och Varberg 1822. Havsbadet grundades av läkaren John Gabriel Mollén, men är av eftervärlden mer associerat med Carl Curman. Denne var badläkare i Lysekil från sommaren 1859. Han fick i uppdrag att uppföra en ny badanläggning 1863 och var sedan läkare och styrelseledamot i Lysekils badhusinrättnings AB 1863-77, respektive Lysekils nya badhus AB 1877-1909. 
År 1872 uppfördes Societetshuset, vilket byggdes ut till dubbla storleken 1882.
Invid badinrättningen lät Carl Curman uppföra Curmans villor mellan 1873 och 1880.